# Тюленово
Тюлѐново е село в Североизточна България. То се намира в община Шабла, област Добрич.

## История
Старото наименование на селото е Калъч кьой („Село на сърпа“). Селото е преименувано през 1942 г.,
На 31 май 1951 г. тук е открито първото нефтено находище в България.

## Население
Преброяване на населението през 2011 г.
Численост и дял на етническите групи според преброяването на населението през 2011 г.:
|                     | Численост | Дял (в %) |
| Общо                | 56        | 100,00    |
| Българи             | 54        | 96,42     |
| Турци               | 0         | 0,00      |
| Цигани              | 0         | 0,00      |
| Други               | 0         | 0,00      |
| Не се самоопределят | 0         | 0,00      |
| Неотговорили        | 2         | 3,58      |

## Културни и природни забележителности
Морският бряг тук достига височина от 30 м като всяко място е наименувано: „Ашалъка“, „Дупката“, „Киприята“, „Мартина“, „Самотника“, „Канарата“
Подводните пещери в местността са били населявани от потомствата на двойка тюлени, пуснати на свобода тук през 30-те години на 20 век от румънската кралица Мария. Оттук и идва името на селото.
Природна забележителност „Скалният мост“.

## Редовни събития
В Тюленово се провеждат ежегодни катерачни срещи през август.

## Други
В Тюленово е сниман сериалът „Неизчезващите“ (1988).